# Liste der Monuments historiques in Coizard-Joches
Die Liste der Monuments historiques in Coizard-Joches führt die Monuments historiques in der französischen Gemeinde Coizard-Joches auf.

## Liste der Immobilien
| Bezeichnung         | Beschreibung                                        | Standort                           | Kennzeichnung | Schutzstatus | Datum | Bild           |
| ------------------- | --------------------------------------------------- | ---------------------------------- | ------------- | ------------ | ----- | -------------- |
| Nekropole von Razet | Grabhöhlen der Seine-Oise-Marne-Kultur, Neolithikum | Coizard, nördlich des Ortes (Lage) | PA00078670    | Classé       | 1926  | weitere Bilder |
| Kirche St-André     | aus dem 12. Jahrhundert                             | Coizard, rue Saint-André (Lage)    | PA00078669    | Classé       | 1916  | weitere Bilder |

## Liste der Objekte
| Bezeichnung                           | Beschreibung                                                                                               | Standort                               | Kennzeichnung | Schutzstatus | Datum | Bild |
| ------------------------------------- | --- | -------------------------------------- | ------------- | ------------ | ----- | ---- |
| Skulptur Stehende Madonna mit Kind    | Holz, 16. Jahrhundert                                                                                      | Coizard, in der Kirche St-André (Lage) | PM51000299    | Classé       | 1965  |      |
| Weihwasserbecken                      | umgearbeitetes romanische Kapitell, 12. Jahrhundert; ehemaliges Taufbecken (?) als Schaft, 16. Jahrhundert | Joches, in der Kirche St-Amand (Lage)  | PM51003335    | Inscrit      | 1993  |      |
| Taufbecken (1)                        | Stein, Mitte des 18. Jahrhunderts                                                                          | Joches, in der Kirche St-Amand (Lage)  | PM51003334    | Inscrit      | 1993  |      |
| Hauptaltar                            | Altartisch, Tabernakel und Retabel; Holz, farbig gefasst, 18. Jahrhundert                                  | Joches, in der Kirche St-Amand (Lage)  | PM51003333    | Inscrit      | 1993  |      |
| Skulptur Sitzende Madonna mit Kind    | Holz, farbig gefasst, 16. Jahrhundert                                                                      | Joches, in der Kirche St-Amand (Lage)  | PM51000298    | Inscrit      | 1965  |      |
| Taufbecken (2)                        | Stein, 11. oder 12. Jahrhundert                                                                            | Coizard, in der Kirche St-André (Lage) | PM51003330    | Inscrit      | 1993  |      |
| Reliquienbüste Heiliger Christophorus | Holz, farbig gefasst, 17. Jahrhundert                                                                      | Coizard, in der Kirche St-André (Lage) | PM51003331    | Inscrit      | 1993  |      |
| Skulptur Heiliger Amandus             | Stein und Holz, farbig gefasst, 16. Jahrhundert                                                            | Joches, in der Kirche St-Amand (Lage)  | PM51003332    | Inscrit      | 1993  |      |